# Familia real noruega

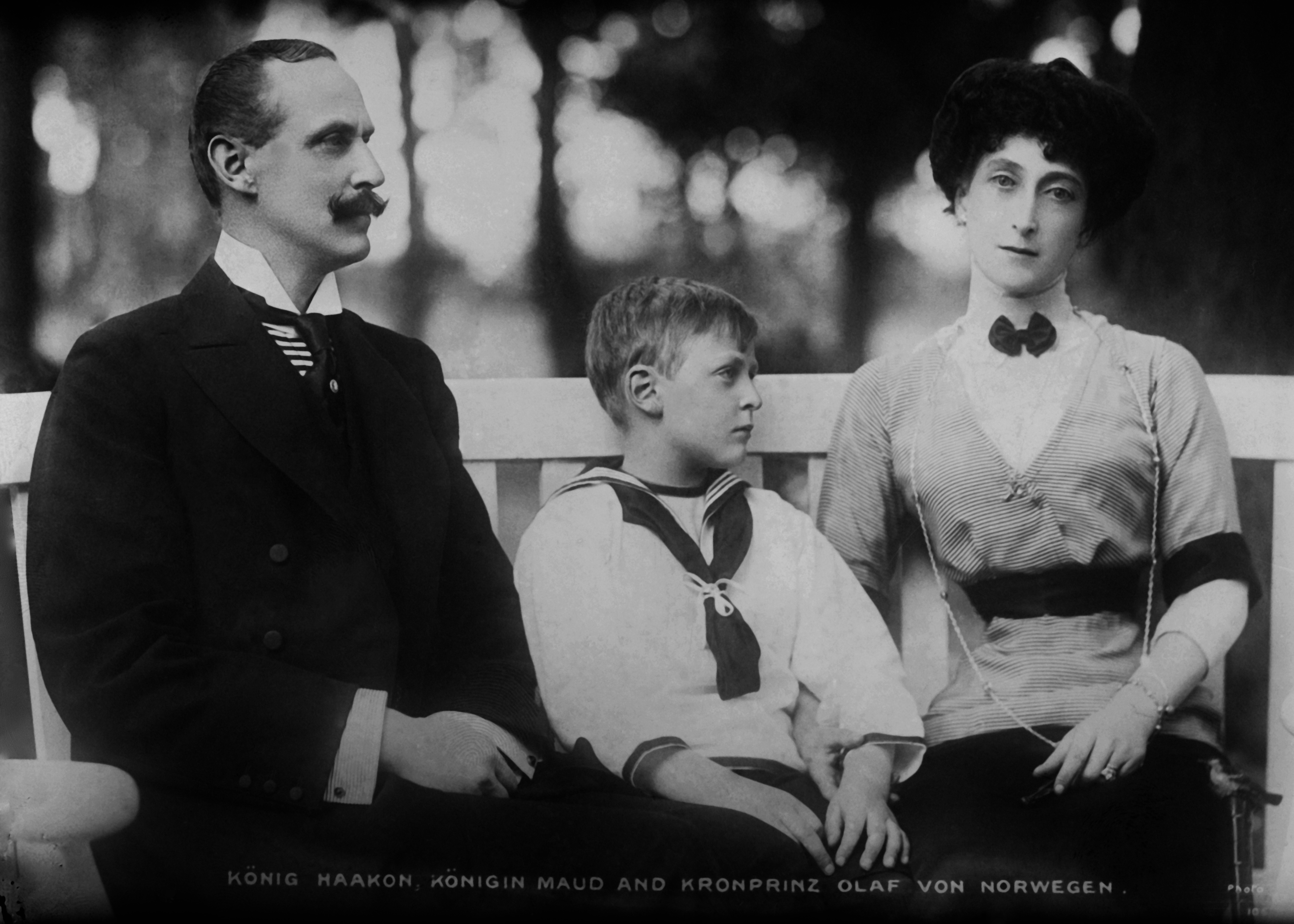
La familia real noruega: el rey Haakon VII, la reina Maud y el príncipe heredero Olav en 1913

Las familias reales noruegas son las familias de monarcas noruegos anteriores o actuales.  La familia actual que ocupa el trono son miembros de la Casa de Glücksburg y ascendieron al trono después de la elección del príncipe Carlos (nombre real Haakon VII) durante la disolución de la unión sueco-noruega en 1905.  Además de la familia actualmente reinante, existen otras 2 familias reales no reinantes, en particular la Casa de Rosensverd (como descendientes directos del rey Haakon V Magnusson) y la Casa de Rømer.  El hecho de que Noruega haya sido gobernada por casas extranjeras durante siglos es el tema de Lady Inger of Ostrat de Henrik Ibsen, que se basa en la historia de la Casa Rømer.
En Noruega existe una distinción entre la Casa Real (kongehuset) y la familia real (kongelige familie).  La Casa Real incluye solo al monarca y su cónyuge, el heredero aparente y su cónyuge, y el hijo mayor del heredero aparente.  La familia real incluye a los hijos del soberano y sus cónyuges, nietos y hermanos. La familia real actual, y la Casa Real, mantiene un alto índice de aprobación entre el pueblo noruego.

## Historia
La monarquía noruega remonta su historia y origen a la unificación y fundación de Noruega, así como al primer rey de Noruega, Harald I de la dinastía Fairhair.  Con la introducción de la Ley de Sucesión de Noruega en 1163, el marco legal estableció que solo un monarca y una familia real, a través de la sucesión, podían gobernar.
Noruega, Suecia y Dinamarca tuvieron monarcas conjuntos durante la Unión de Kalmar a finales de la Edad Media, y Noruega permaneció unida a Dinamarca después de que Suecia abandonara la unión en 1523.  Después de la reforma, se estableció un estado conjunto danés-noruego entre 1536 y 1537, que fue gobernado desde Copenhague por la Casa de Oldenburg hasta que Noruega fue cedida a Suecia en el Tratado de Kiel en 1814 tras la derrota de Dinamarca y Noruega en las guerras napoleónicas.  Noruega fue brevemente independiente con su propio rey en 1814, pero forzada a una nueva unión con Suecia bajo el gobierno de la Casa de Bernadotte.
Al obtener su independencia en 1905, Noruega decidió a través de un referéndum permanecer como monarquía, siendo su primer monarca el rey nacido en Dinamarca Haakon VII, cuya familia estaba formada por la princesa británica Maud y su hijo Olav.  Son los descendientes del rey Haakon los que hoy componen la actual familia real de Noruega.
A través de matrimonios y alianzas históricas, la familia real noruega está estrechamente relacionada con las familias reales sueca y danesa, además de tener una relación más lejana con las familias reales de Grecia y el Reino Unido.
El rey actual Harald V desciende de los cuatro reyes pertenecientes a la Casa de Bernadotte (1818-1905) que precedieron a la Casa de Glücksburg en el trono y es el primer monarca noruego en ser descendiente de todos los monarcas noruegos anteriores desde 1818.

## Miembros

### Miembros de la Casa Real
| MIEMBRO                   | ESCUDO | PERFIL | EDAD |
| ------------------------- | ------ | --- | ---- |
| Rey Harald V              |        | Rey de Noruega. Nacido en Asker, Noruega el 21 de febrero de 1937 accede al trono tras la muerte de su padre el rey Olav V el 17 de enero de 1991. Es el actual jefe de Estado del país y fue también el último jefe de la Iglesia de Noruega, cargo que ostentó hasta 2012. | 87   |
| Reina Sonia               |        | Reina consorte de Noruega. De origen plebeyo y nacida en Oslo, Noruega el 4 de julio de 1937 accede a la casa real noruega tras su boda con Harald el 29 de agosto de 1968 y es reina consorte desde el 17 de enero de 1991.                                                 | 87   |
| Príncipe Haakon Magnus    |        | Príncipe heredero de Noruega. Nacido en Oslo, Noruega el 20 de julio de 1973 es el heredero inmediato al trono noruego. | 51   |
| Princesa Mette-Marit      |        | Princesa heredera consorte de Noruega. De origen plebeyo y nacida en Kristiansand, Noruega el 19 de agosto de 1973 accede a la casa real noruega tras su boda con Haakon el 25 de agosto de 2001.                                                                            | 51   |
| Princesa Ingrid Alexandra |        | Princesa de Noruega. Nacida en Oslo, Noruega el 21 de enero de 2004 es la primogénita de los príncipes herederos y ocupa el segundo puesto en la línea de sucesión al trono noruego.                                                                                         | 21   |

### Miembros de la Familia Real (personas que están en el linaje real pero no en la Casa Real)
| MIEMBRO                | ESCUDO | PERFIL | EDAD |
| ---------------------- | ------ | --- | ---- |
| Príncipe Sverre Magnus |        | Príncipe de Noruega. Nacido en Oslo, Noruega el 3 de diciembre de 2005 es el segundo hijo de los príncipes herederos y ocupa el tercer lugar en la línea de sucesión al trono noruego.                                                                                       | 19   |
| Princesa Marta Luisa   |        | Princesa de Noruega. Nacida en Oslo, Noruega el 22 de septiembre de 1971 es la primogénita de los reyes de Noruega pero no la heredera por el establecimiento de la Ley Sálica en su nacimiento. Actualmente ocupa el cuarto lugar en la línea de sucesión al trono noruego. | 53   |
| Princesa Astrid        |        | Princesa de Noruega. Nacida en Oslo, Noruega el 12 de febrero de 1932 es hija del rey Olav V y la princesa Marta y hermana del rey Harald V. Perdió su derecho a la sucesión tras su boda el 12 de enero de 1961.                                                            | 93   |

### Familiares del rey
| MIEMBRO            | PERFIL | EDAD |
| ------------------ | --- | ---- |
| Maud Angelica Behn | Nacida en Oslo, Noruega el 29 de abril de 2003 es hija de la princesa Marta Luisa y su primer marido, el señor Ari Behn y nieta de los reyes de Noruega. Actualmente ocupa el quinto lugar en la línea de sucesión al trono noruego.             | 21   |
| Leah Isadora Behn  | Nacida en Hankø, Noruega el 8 de abril de 2005 es hija de la princesa Marta Luisa y su primer marido, el señor Ari Behn y nieta de los reyes de Noruega. Actualmente ocupa el sexto lugar en la línea de sucesión al trono noruego.              | 19   |
| Emma Tallulah Behn | Nacida en Lommedalen, Noruega el 29 de septiembre de 2008 es hija de la princesa Marta Luisa y su primer marido, el señor Ari Behn y nieta de los reyes de Noruega. Actualmente ocupa el séptimo lugar en la línea de sucesión al trono noruego. | 16   |
| Durek Verrett      | Nacido en California, Estados Unidos el 17 de noviembre de 1974 es familiar del rey de Noruega tras su matrimonio con la princesa Marta Luisa el 31 de agosto de 2024.                                                                           | 50   |

## Miembros fallecidos de la Casa Real

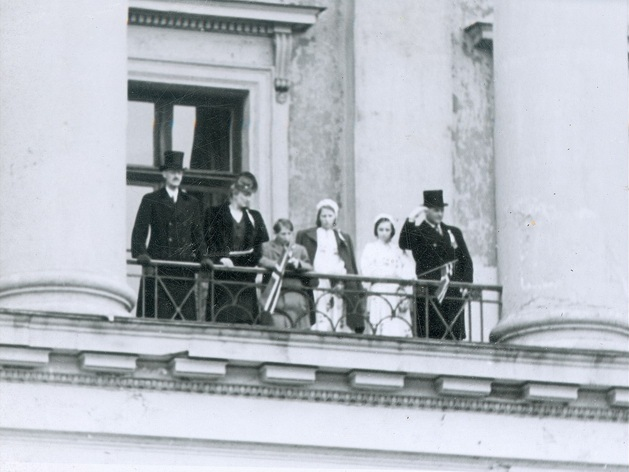
La familia real con el rey Haakon VII, la princesa heredera Martha, el príncipe heredero Olav, la princesa Astrid, la princesa Ragnhild y el príncipe Harald en el balcón del Palacio Real en 1946

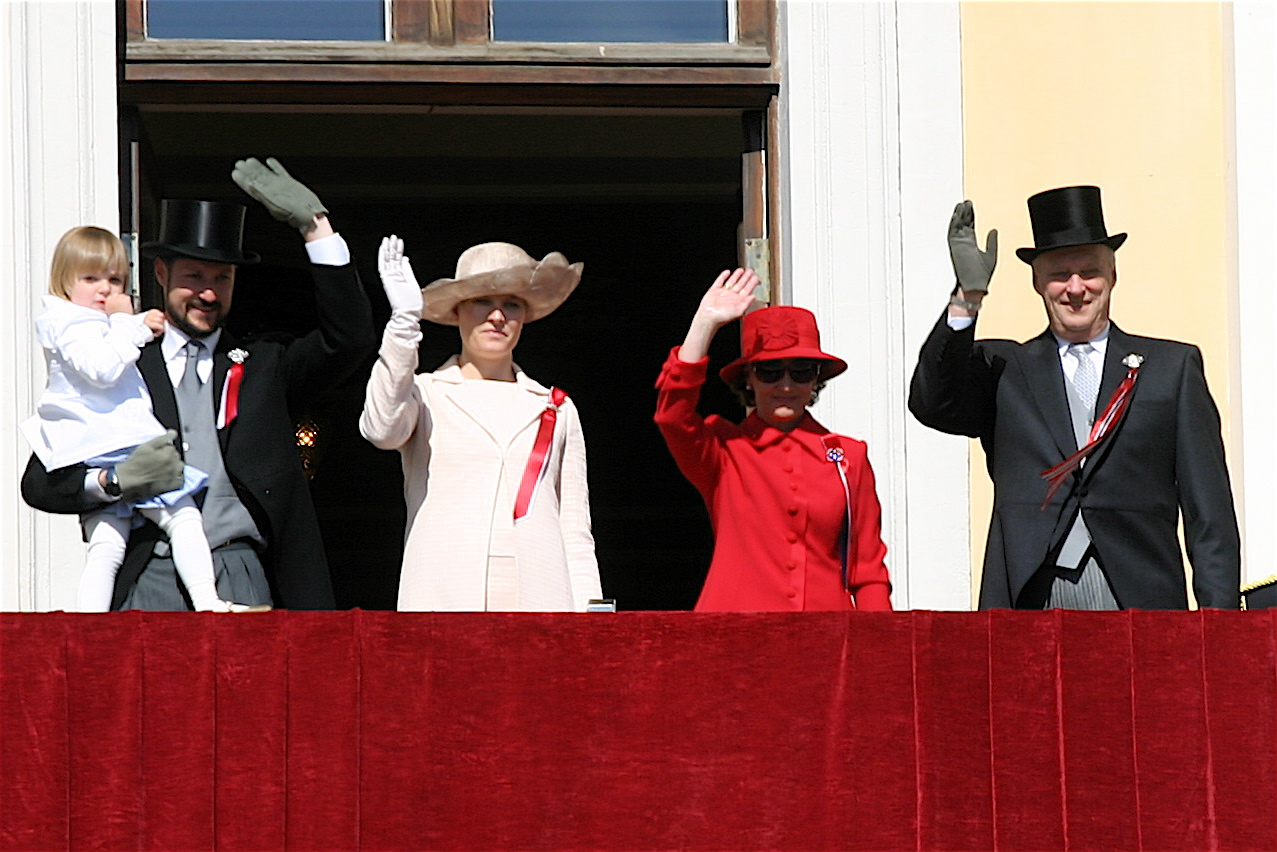
Miembros de la Casa Real en las celebraciones del Día de la Constitución de 2007 con la princesa Ingrid Alexandria, el príncipe heredero Haakon, la princesa heredera Mette-Marit, la reina Sonja y el rey Harald V

| MIEMBRO           | ESCUDO | PERFIL | FALLECIMIENTO            | EDAD |
| ----------------- | ------ | --- | ------------------------ | ---- |
| Reina Maud        |        | Reina consorte de Noruega. Nacida en Londres, Reino Unido el 26 de noviembre de 1869 era hija del rey Eduardo VII del Reino Unido y la reina Alejandra. Accedió a la casa real noruega tras su boda con Haakon el 22 de julio de 1896 y se convierte en reina consorte el 30 de noviembre de 1905. Era abuela del actual rey Harald V.               | 20 de noviembre de 1938  | 68   |
| Princesa Marta    |        | Princesa heredera consorte de Noruega. Nacida en Estocolmo, Suecia el 28 de marzo de 1901 era hija del príncipe Carlos de Suecia y la princesa Ingeborg de Dinamarca. Accedió a la casa real noruega tras su boda con el príncipe Olav el 21 de marzo de 1929. Fallece antes de convertirse en reina consorte. Era la madre del actual rey Harald V. | 5 de abril de 1954       | 53   |
| Rey Haakon VII    |        | Rey de Noruega. Nacido en Copenhague, Dinamarca el 3 de agosto de 1872 era el segundo hijo del rey Federico VIII de Dinamarca y la reina Luisa y se convierte en rey de Noruega el 18 de noviembre de 1905. Era abuelo del actual rey Harald V. | 21 de septiembre de 1957 | 85   |
| Rey Olav V        |        | Rey de Noruega. Nacido en Norfolk, Reino Unido el 2 de julio de 1903 era del rey Haakon VII y la reina Maud. Se convierte en rey tras el fallecimiento de su padre el 21 de septiembre de 1957. Era el padre del actual rey Harald V. | 17 de enero de 1991      | 87   |
| Princesa Ragnhild |        | Princesa de Noruega. Nacida en Oslo, Noruega el 9 de junio de 1930 era hija del rey Olav V y la princesa Marta. Era hermana del actual rey Harald V. | 16 de septiembre de 2012 | 82   |
| Johan Ferner      |        | Nacido en Asker, Noruega el 22 de julio de 1927 formó parte de la familia del rey tras su boda con la princesa Astrid el 12 de enero de 1961. Era cuñado del actual rey Harald V. | 24 de enero de 2015      | 87   |
| Ari Behn          |        | Nacido en Aarhus, Dinamarca el 30 de septiembre de 1972 formó parte de la familia del rey tras su boda con la princesa Marta Luisa el 24 de mayo de 2002 hasta su separación el 5 de agosto de 2016. Fue yerno del actual rey Harald V. | 25 de diciembre de 2019  | 47   |
| Erling Lorentzen  |        | Nacido en Oslo, Noruega el 28 de enero de 1923 formó parte de la familia del rey tras su boda con la princesa Ragnhild el 15 de mayo de 1953. Era cuñado del actual rey Harald V. | 9 de marzo de 2021       | 98   |

## Escudo de armas real
El escudo de armas de Noruega es uno de los más antiguos de Europa y sirve tanto como escudo de armas de la nación como de la Casa Real.  Esto está en consonancia con su origen como escudo de armas de los reyes de Noruega durante la Edad Media.
Håkon el Viejo (1217-1263) usó un escudo con un león.  La referencia más antigua que se conserva del color de las armas es la Saga del Rey escrita en 1220.
En 1280, el rey Eirik Magnusson añadió la corona y el hacha de plata al león.   El hacha es el hacha mártir de San Olav, el arma utilizada para matarlo en la batalla de Stiklestad en 1030.
La representación específica de las armas noruegas ha cambiado a lo largo de los años, siguiendo las modas heráldicas cambiantes.  A finales de la Edad Media, el mango del hacha se alargó gradualmente y llegó a parecerse a una alabarda.  El mango generalmente se curvaba para adaptarse a la forma de escudo preferida en ese momento, y también para que coincidiera con la forma de las monedas.  La alabarda quedó oficialmente descartada y el hacha más corta se reintrodujo por real decreto en 1844, cuando se instituyó por primera vez una prestación autorizada.  En 1905 se cambió de nuevo el diseño oficial de las armas reales y gubernamentales, esta vez volviendo al patrón medieval, con un escudo triangular y un león más erguido.
El escudo de armas de la casa real, así como el estandarte real, utilizan el diseño del león de 1905. La representación más antigua que se conserva del estandarte real está en el sello de la duquesa Ingebjørg de 1318.  La representación utilizada como escudo de armas oficial de Noruega es ligeramente diferente y fue aprobada por última vez por el rey el 20 de mayo de 1992. 
Cuando se utiliza como escudo de armas real, el escudo presenta las insignias de la Real Orden Noruega de San Olav a su alrededor y está enmarcado por una túnica real de armiño, coronada por la corona de Noruega.

El escudo de armas real no se usa con frecuencia. En cambio, el monograma del rey se usa mucho, por ejemplo, en insignias militares y en monedas.

Armas de Noruega
Escudo de Armas Real de Noruega
Escudo de Armas del Príncipe Heredero de Noruega

Monograma real del rey Haakon VII de Noruega
Monograma real de la reina Maud de Noruega
Monograma real del rey Olav V de Noruega
Monograma real de la princesa Märtha de Noruega
Monograma real del rey Harald V de Noruega
Monograma real de la reina Sonja de Noruega
Monograma real del príncipe heredero Haakon de Noruega
Monograma real de la princesa heredera Mette-Marit de Noruega
Monograma real de la princesa Ingrid Alexandra de Noruega
Monograma real del príncipe Sverre Magnus de Noruega